# Astroblepus mancoi
Astroblepus mancoi är en fiskart som beskrevs av Eigenmann 1928. Astroblepus mancoi ingår i släktet Astroblepus och familjen Astroblepidae. Inga underarter finns listade.